# Le Corps exquis
Le Corps exquis (titre original : Exquisite Corpse) est un roman écrit par Poppy Z. Brite et paru en 1996. Cette œuvre peut être assez déroutante pour certains, les thèmes abordés étant le cannibalisme et la nécrophilie. 
L'histoire se base sur l'histoire d'amour de deux tueurs en série, qui se connurent dans un bar et dont la relation va apporter à chacun des expériences nouvelles. S'y mêlent les recherches de la police pour retrouver le premier tueur, échappé de prison et l'histoire d'un homme atteint du sida, rongé par sa maladie et par son amour destructeur pour son ex-amant.